# Olivovníkovité

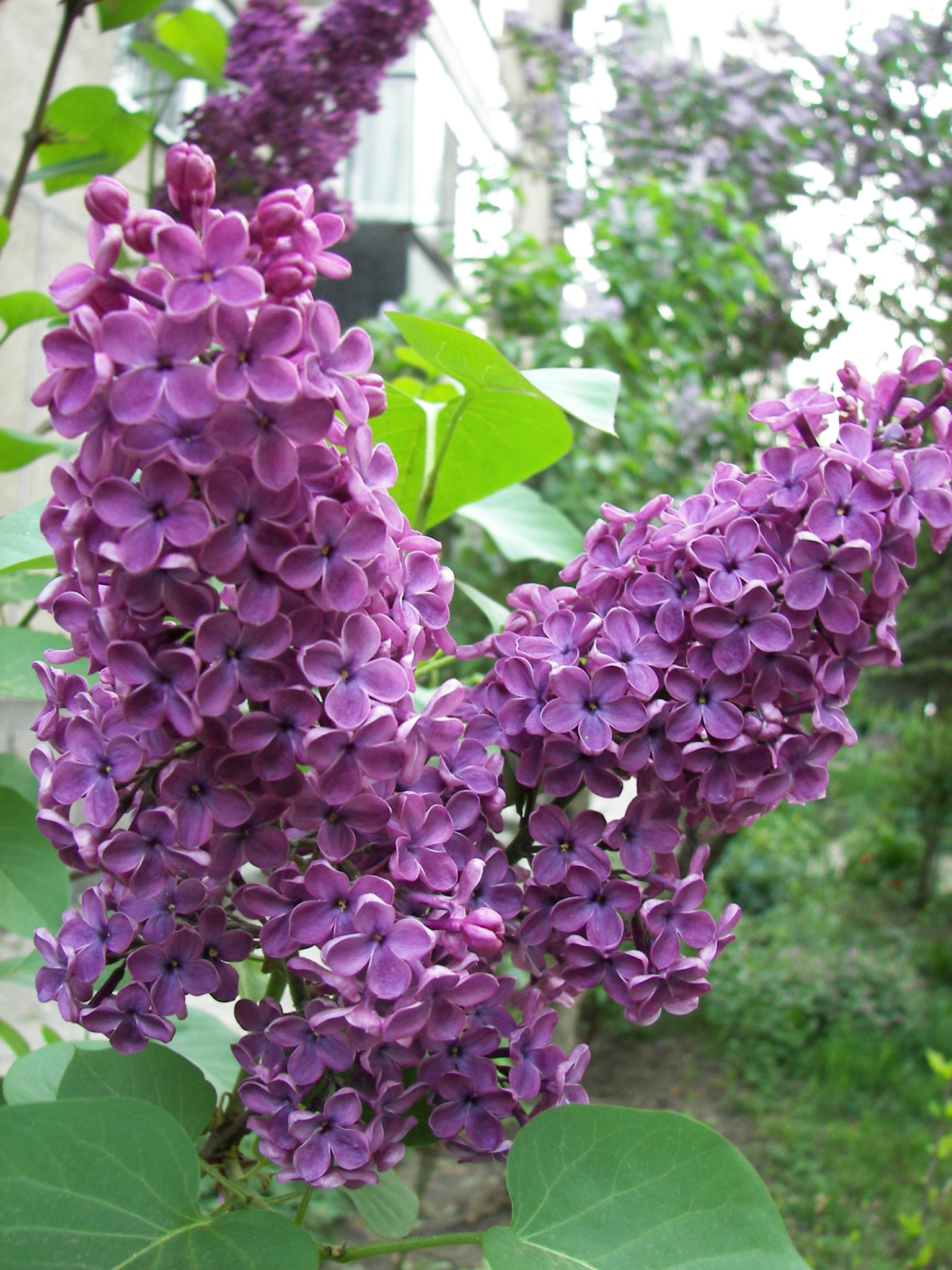
šeřík obecný (Syringa vulgaris)

Olivovníkovité (Oleaceae) je čeleď vyšších dvouděložných rostlin z řádu hluchavkotvaré (Lamiales). Jsou to dřeviny se vstřícnými jednoduchými nebo složenými listy a čtyřčetnými květy. Čeleď je rozšířena téměř po celém světě. V české květeně je zastoupena rody jasan a ptačí zob. Některé druhy jsou hojně pěstovány jako okrasné dřeviny, v ČR zejména zlatice, šeříky a ptačí zoby. Patří sem i některé staré kulturní rostliny, např. olivovník a jasmín.

## Popis
Olivovníkovité jsou jednodomé nebo řidčeji dvoudomé keře, stromy a liány, výjimečně polokeře (Menodora). Větve mají na sobě často lenticely. Listy jsou vstřícné, u některých druhů jasmínu i střídavé, jednoduché, zpeřené nebo trojlisté, bez palistů. Čepel listů je celokrajná nebo zubatá, se zpeřenou žilnatinou, výjimečně je udávána i žilnatina dlanitá. Odění je nejčastěji ze štítnatých šupin.
Květenství jsou vrcholová nebo úžlabní, různých typů, někdy redukovaná na jediný květ. Květy jsou obvykle oboupohlavné, pravidelné, čtyřčetné, malé. Kalich je obvykle malý, srostlý, se 4 cípy, výjimečně chybí. Koruna je záhy opadavá, srostlá, u rodu Forestiera a některých jasanů chybí, nejčastěji čtyřčetná, vzácně vícečetná. Tyčinky jsou 2, řidčeji 4, přirostlé ke koruně. Semeník je svrchní, srostlý ze 2 plodolistů, se 2 pouzdry a jednou čnělkou s dvoulaločnou bliznou. Placentace je axilární, v každém plodolistu je 1 až několik vajíček. Plodem je nejčastěji peckovice, někdy nažka, bobule nebo dřevnatá tobolka.

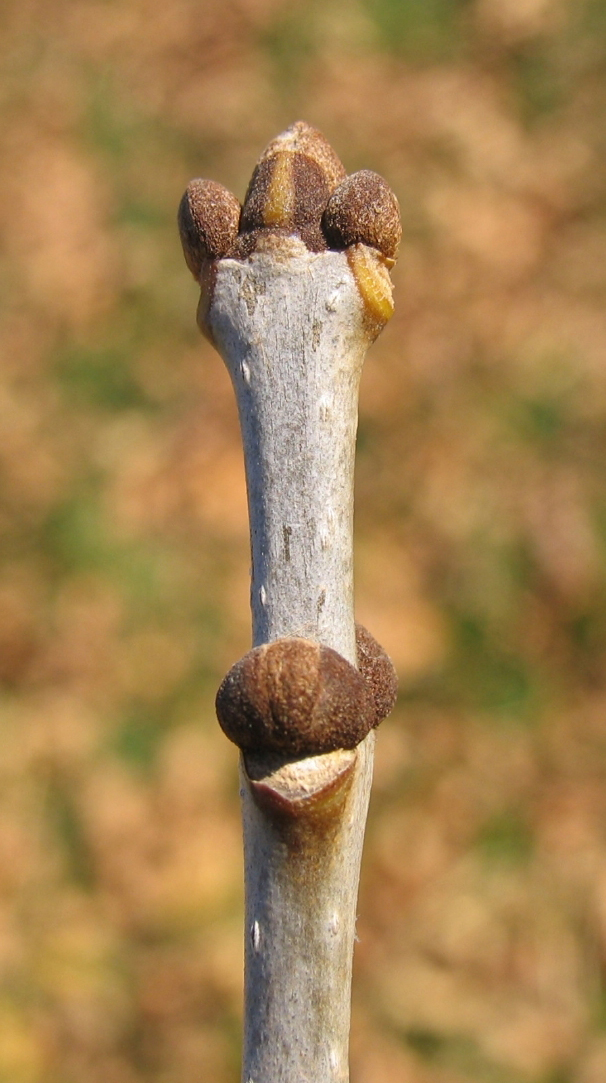
Zimní pupeny jasanu amerického (Fraxinus americana)
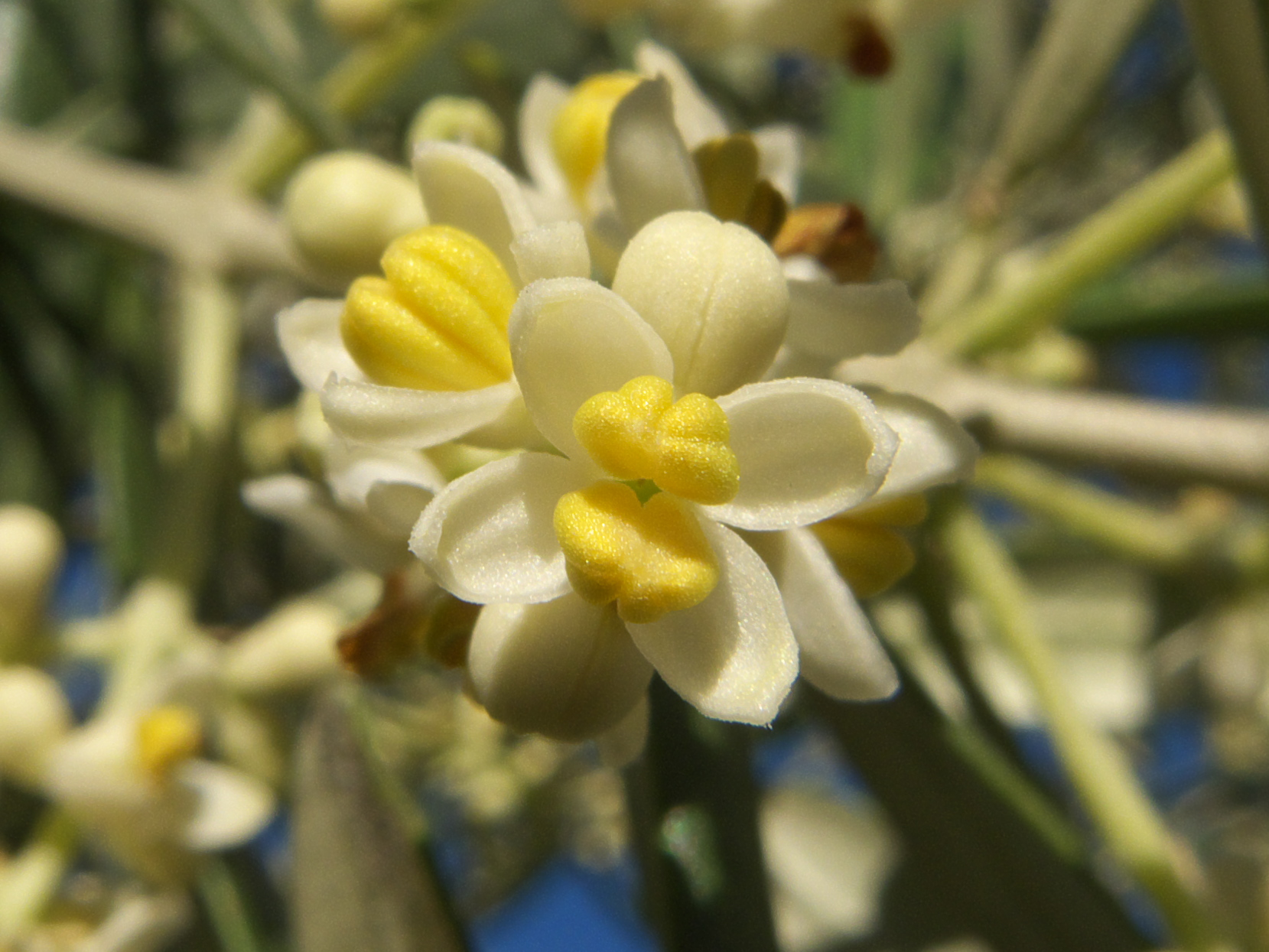
Květ olivovníku evropského
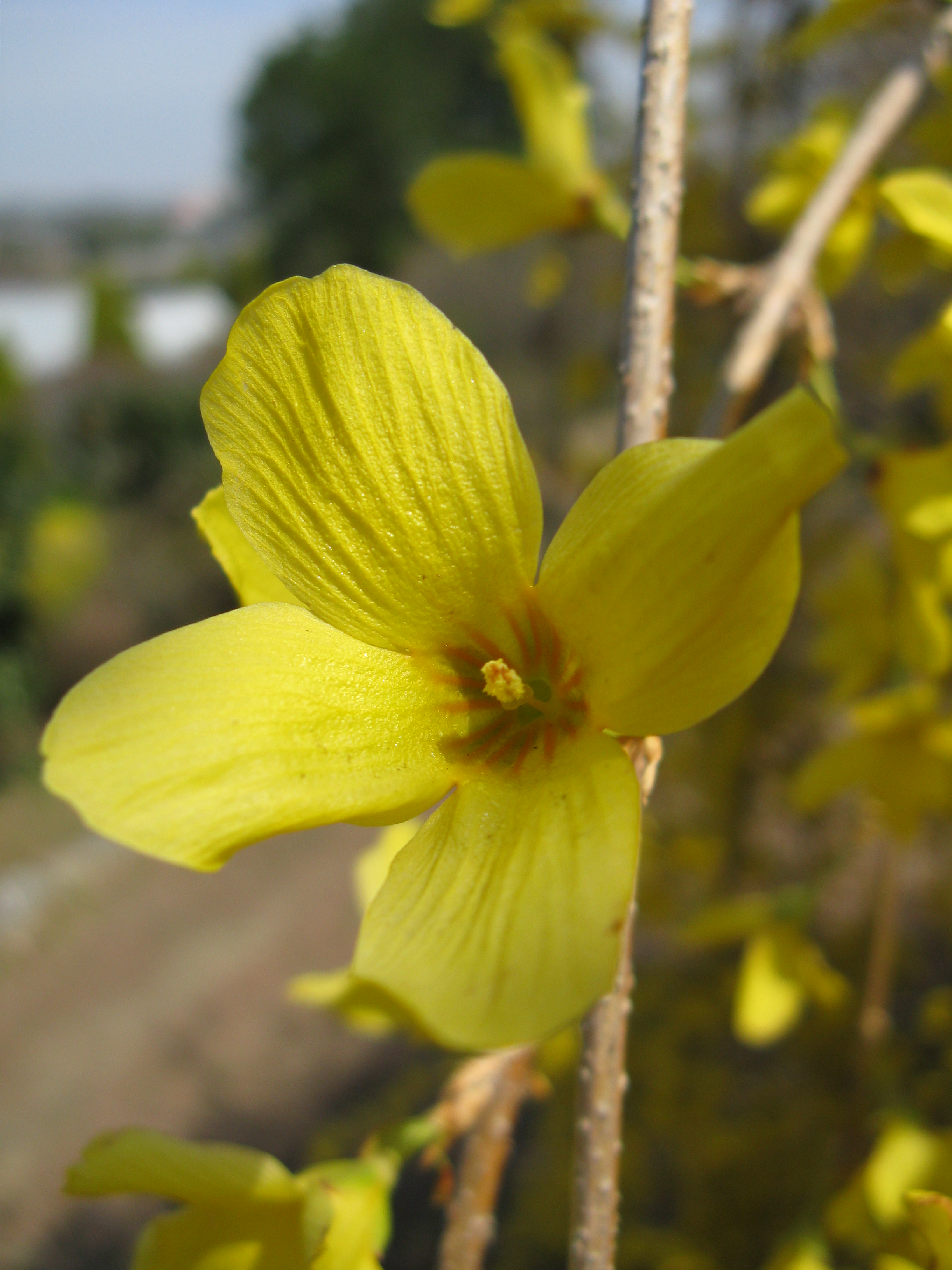
Květ zlatice převislé (Forsythia suspensa)
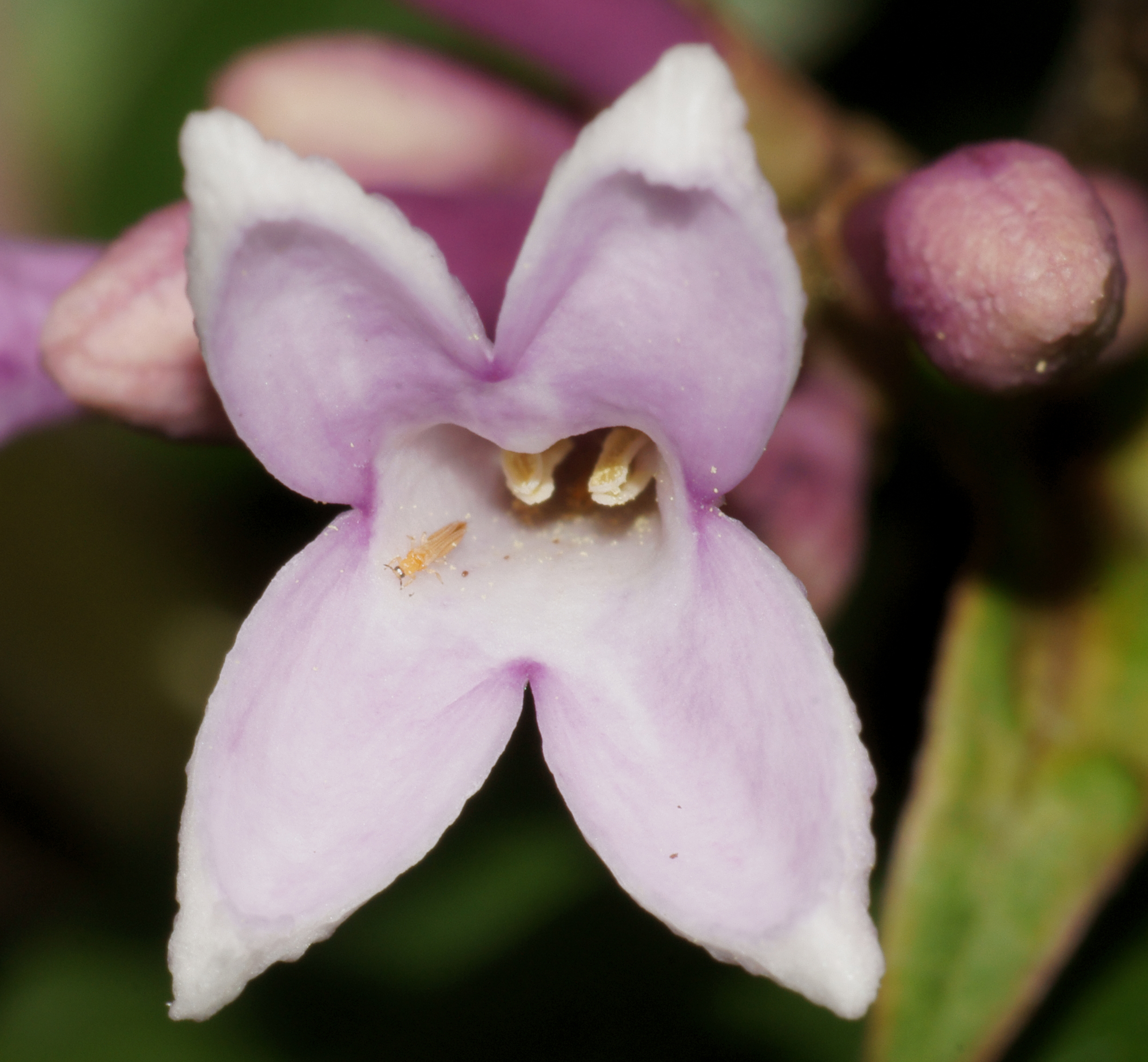
Detail květu šeříku Syringa sp.

## Rozšíření
Čeleď zahrnuje asi 615 druhů ve 27 rodech. Je rozšířena víceméně po celém světě, nejvíce druhů je ve východní Asii.
V květeně ČR je čeleď zastoupena 3 původními druhy: jasan ztepilý (Fraxinus excelsior), ptačí zob obecný (Ligustrum vulgare) a v úvalech jižní Moravy jasan úzkolistý podunajský (Fraxinus angustifolia subsp. danubialis). Některé pěstované druhy občas zplaňují, zejména šeřík obecný (Syringa vulgaris).
Mimo naše domácí druhy roste v evropské květeně ještě 11 druhů olivovníkovitých. Picconia azorica a jasmín azorský (Jasminum azoricum) jsou endemity Azorských ostrovů. Jasan zimnář (Fraxinus ornus), olivovník evropský (Olea europaea), jasmín křovitý (Jasminum fruticans), jamovec úzkolistý (Phillyrea angustifolia) a jamovec širokolistý (Phillyrea latifolia) jsou rozšířeny víceméně v celé jižní Evropě. Zlatice evropská (Forsythia europaea), jasan balkánský (Fraxinus pallisae), šeřík evropský (Syringa vulgaris), šeřík karpatský (Syringa josikaea) a fontanézie Fontanesia philliraeoides jsou omezeny na východní Středomoří.

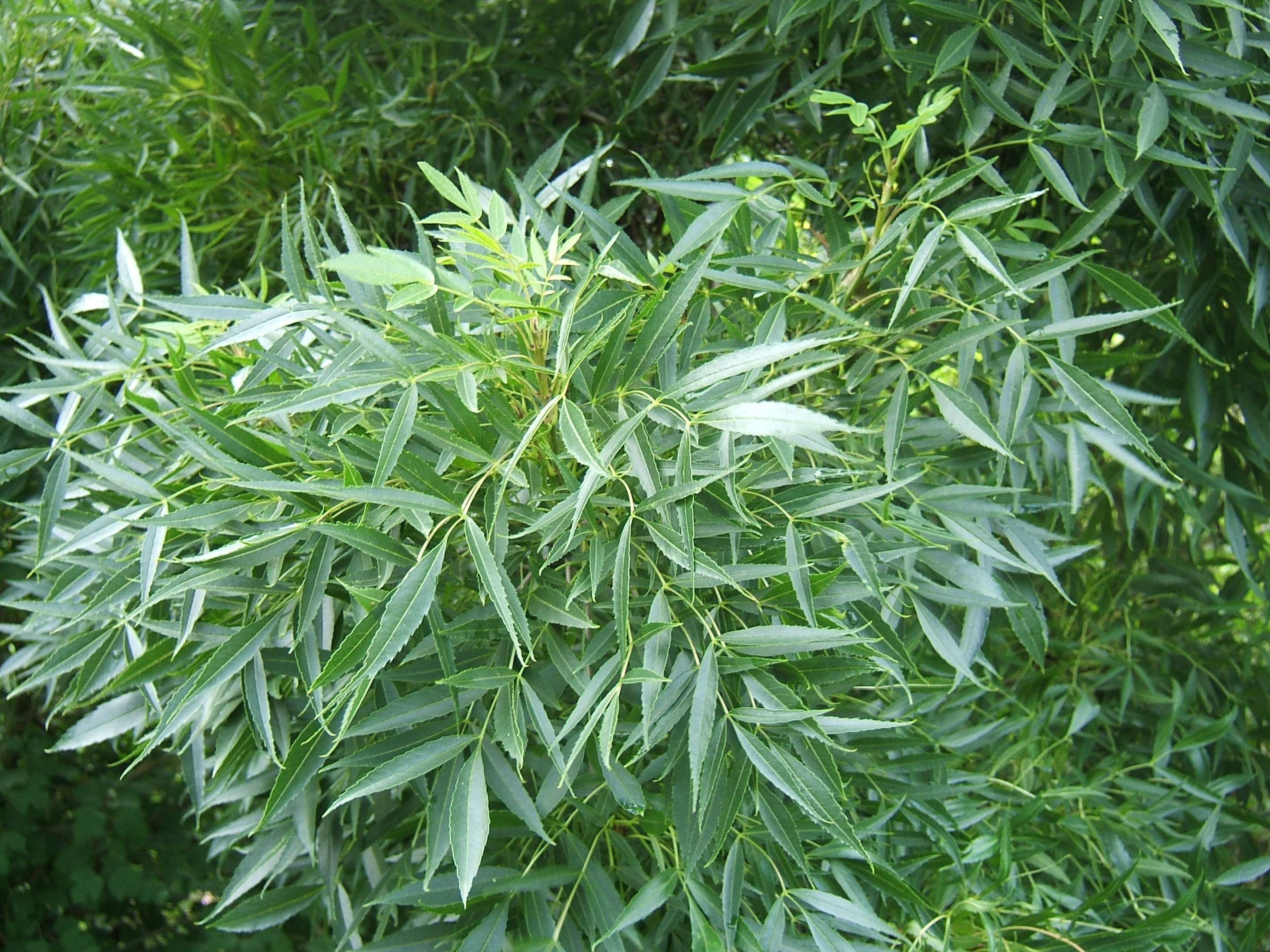
Jasan úzkolistý (Fraxinus angustifolia)
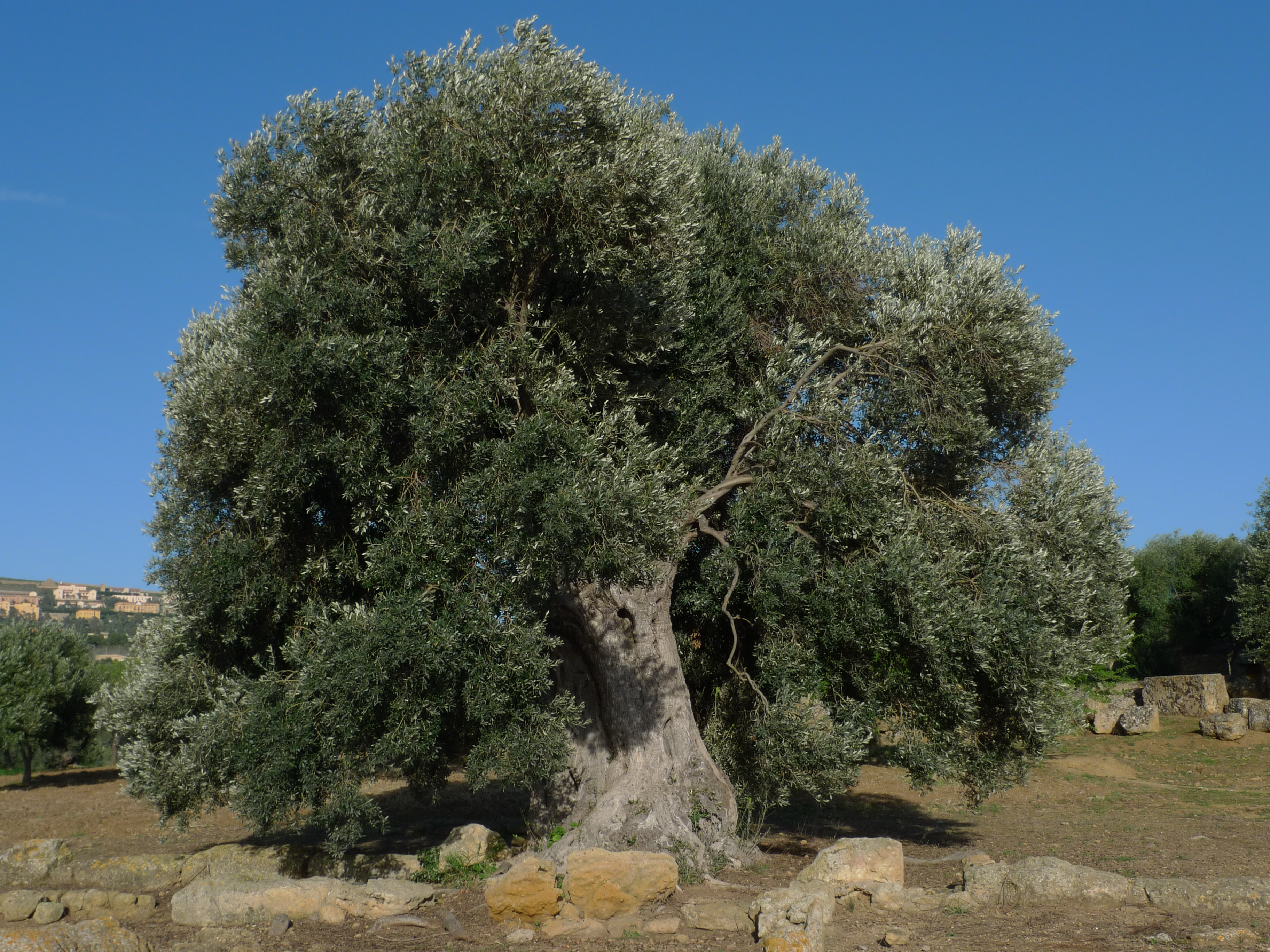
Letitý olivovník evropský
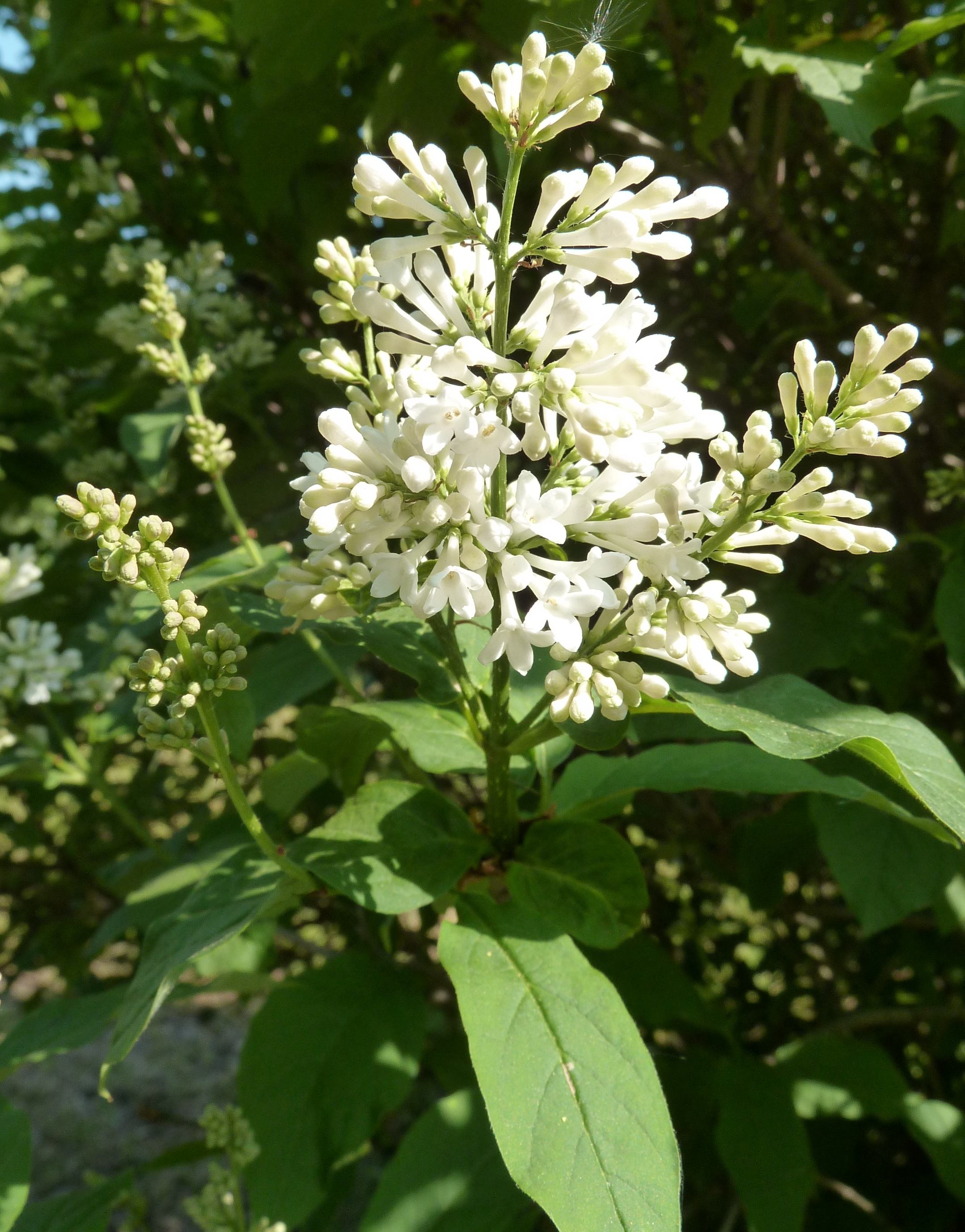
Kvetoucí šeřík karpatský (Syringa josikaea)
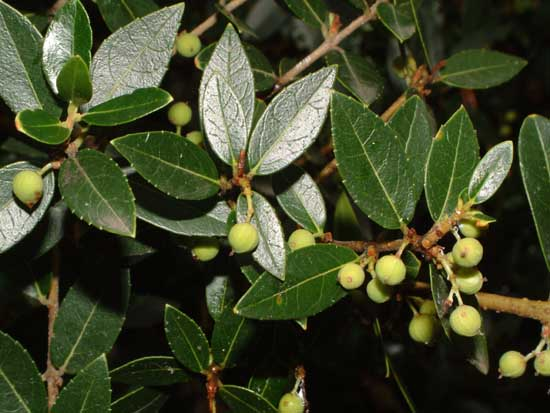
Jamovec širokolistý (Phillyrea latifolia)

## Obsahové látky
Charakteristickými obsahovými látkami jsou zejména fenolické glykosidy a iridoidy.

## Taxonomie
V minulosti byly olivovníkovité nejčastěji řazeny do řádu krtičníkotvaré (Scrophulariales, např. Cronquist) nebo do samostatného řádu olivovníkotvaré (Oleales, Dahlgren a
Tachtadžjan).
Olivovníkovité tvoří jednu z bazálních větví řádu hluchavkotvaré (Lamiales). Vymykají se z něj především čtyřčetnými pravidelnými květy. Klasické dělení na dvě podčeledi, Jasminoideae a Oleoideae se ukázalo problematické, neboť podčeleď Jasminoideae je v tomto pojetí parafyletická.
V dnešní taxonomii jsou olivovníkovité děleny celkem na 6 tribů:
- Fontanesieae - 2 druhy rodu Fontanesia, Sicílie, západní Asie a Čína
- Forsythieae - 8 druhů ve 2 rodech, jv. Evropa a východní Asie
- Myxopyreae - 7 druhů ve 3 rodech, Indomalajsie
- Jasmineae - asi 300 druhů v rodu jasmín (Jasminum), tropy až teplé oblasti mírného pásu Starého světa
- Oleeae - 415 druhů v 17 rodech, tropy i mírné oblasti celého světa (Fraxinus, Ligustrum, Olea aj.)[3]

## Zástupci

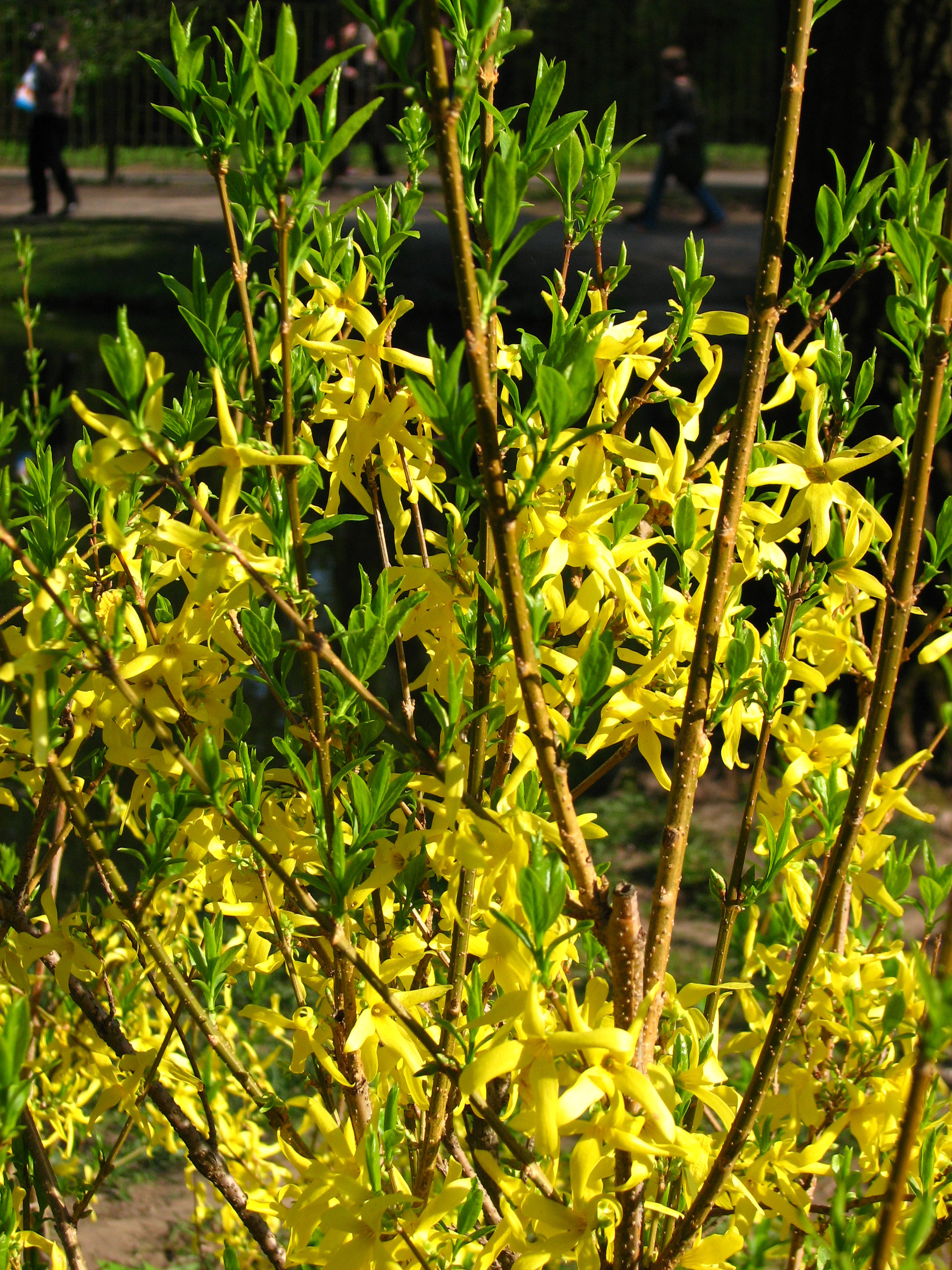
Zlatice (Forsythia sp.)

- abéliovník (Abeliophyllum)
- bělas (Chionanthus)
- fontanézie (Fontanesia)
- forestiera (Forestiera)
- jamovec (Phillyrea)
- jasan (Fraxinus)
- jasmín (Jasminum)
- olivovník (Olea)
- ptačí zob (Ligustrum)
- vonokvětka (Osmanthus)
- šeřík (Syringa)
- zlatice (Forsythia)

## Využití
Olivovník evropský je jednou z nejstarších kulturních rostlin a dnes je pěstován v řadě subtropických zemí. Získává se z něj kvalitní stolní olej a plody jsou oblíbenou pochutinou.
Květy jasmínu pravého (Jasminum officinale) a jasmínu arabského (J. sambac) se používají k aromatizování čaje a získává se z nich silice, podobně jako z některých dalších druhů jasmínu. Podobně se v Číně používají tradičně k ovoňování čaje kvítky vonokvětky Osmanthus fragrans.
Nemalý význam mají olivovníkovité jako okrasné keře. Pěstovány jsou zejména různé druhy a kultivary šeříku (Syringa), zlatice (Forsythia) a ptačího zobu (Ligustrum), řidčeji bělas (Chionanthus), abéliovník (Abeliophyllum), fontanézie (Fontanesia), forestiera (Forestiera), jamovec (Phillyrea) a jasmín (Jasminum). Ze stromovitých druhů jsou pěstovány různé jasany, zejména severoamerické a evropské.
Jasany také poskytují ceněné dřevo.

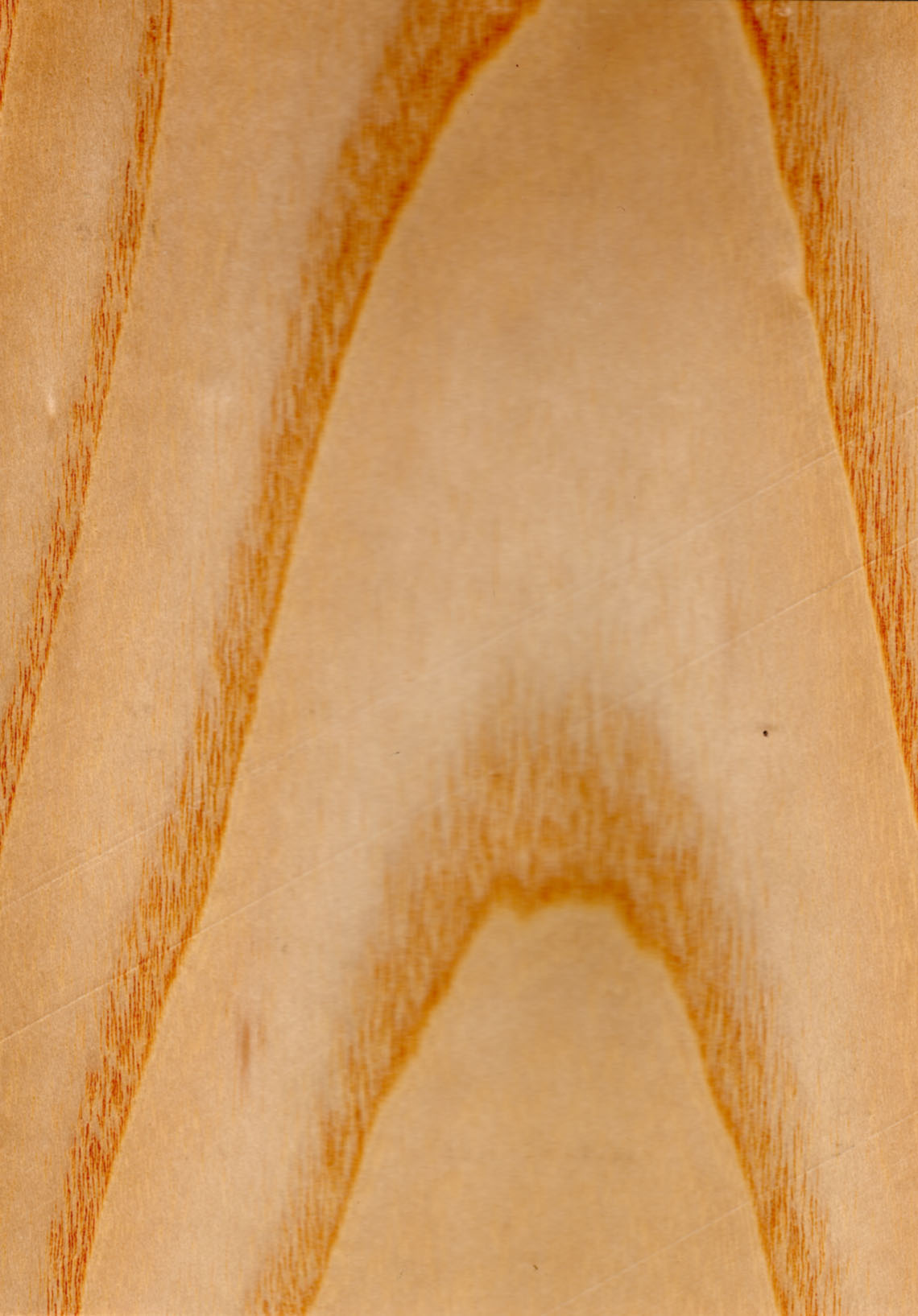
Dřevo jasanu ztepilého (Fraxinus excelsior)
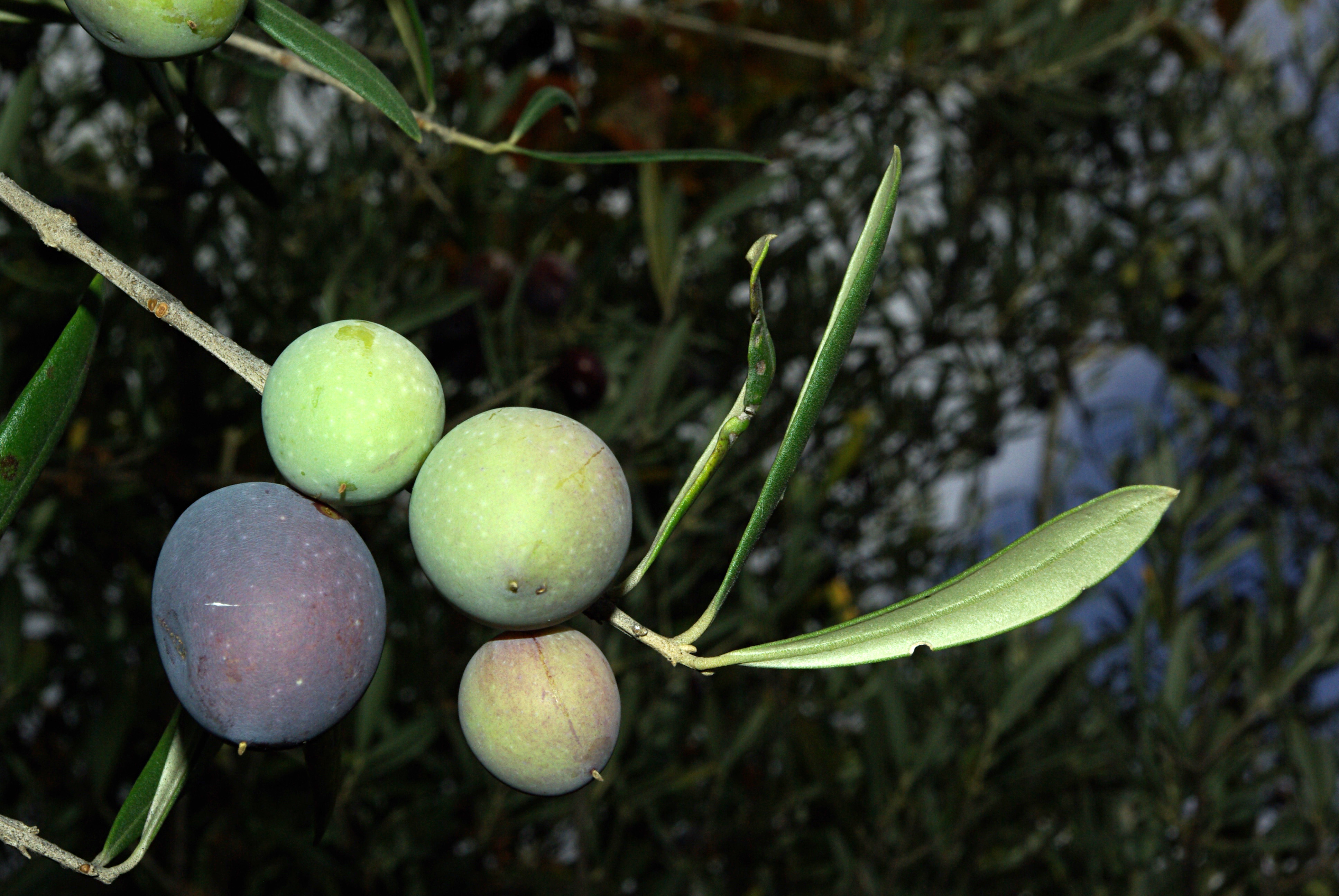
Dozrávající olivy
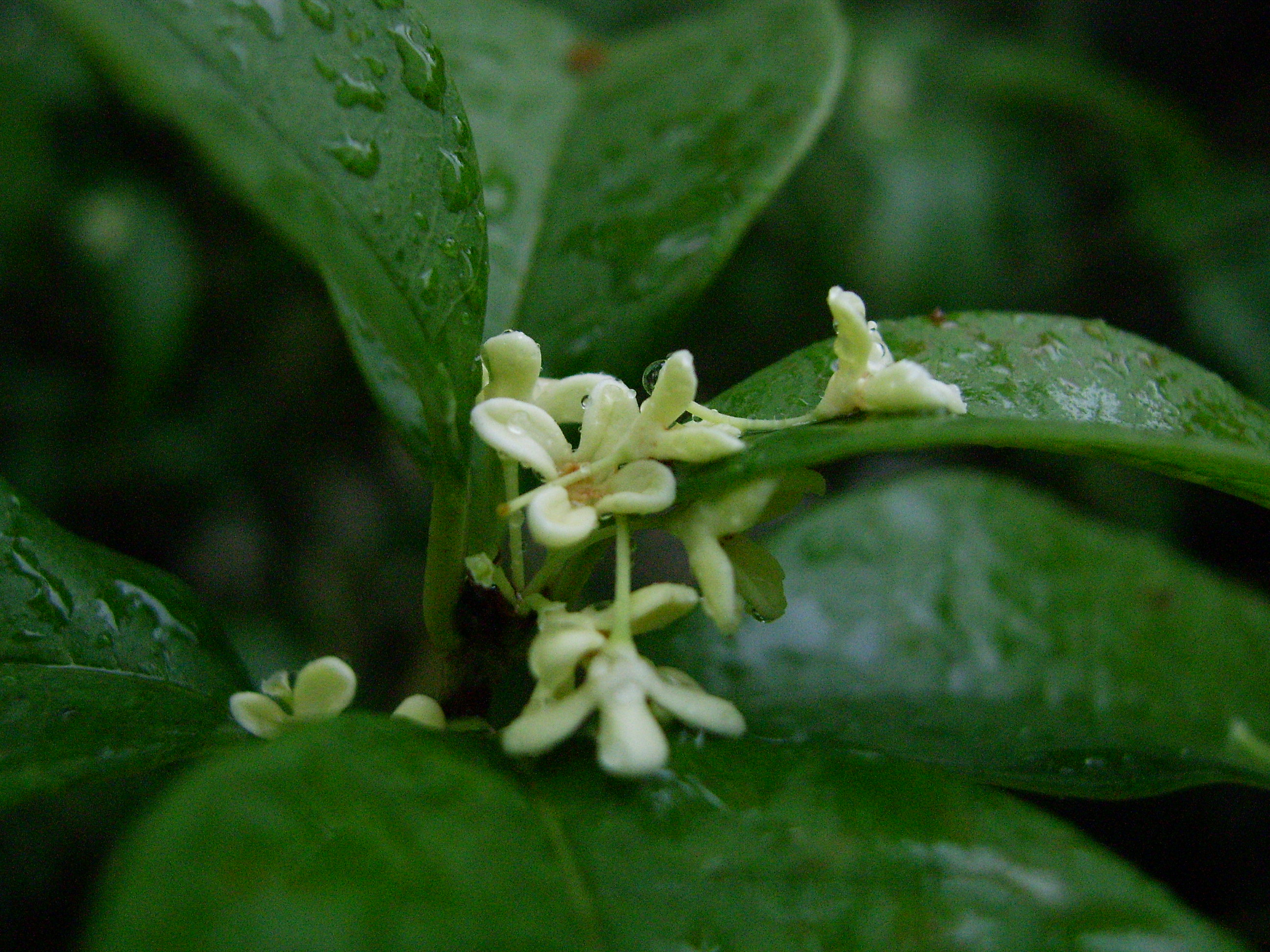
Kvítky vonokvětky Osmanthus fragrans
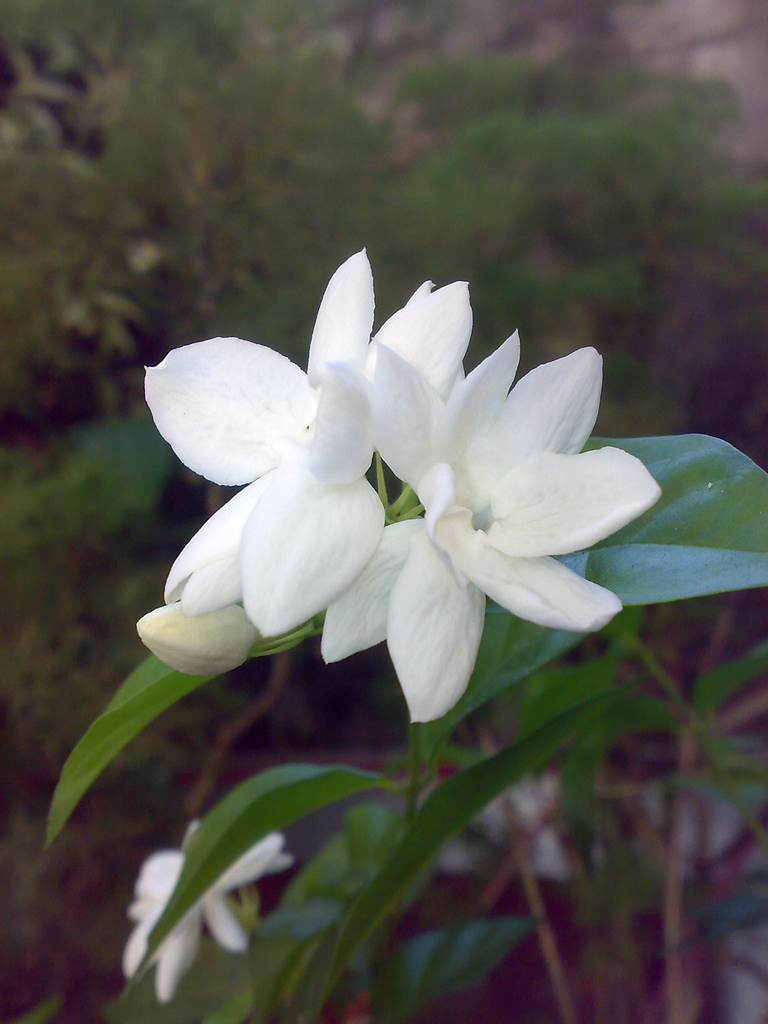
Jasmín arabský (Jasminum sambac)
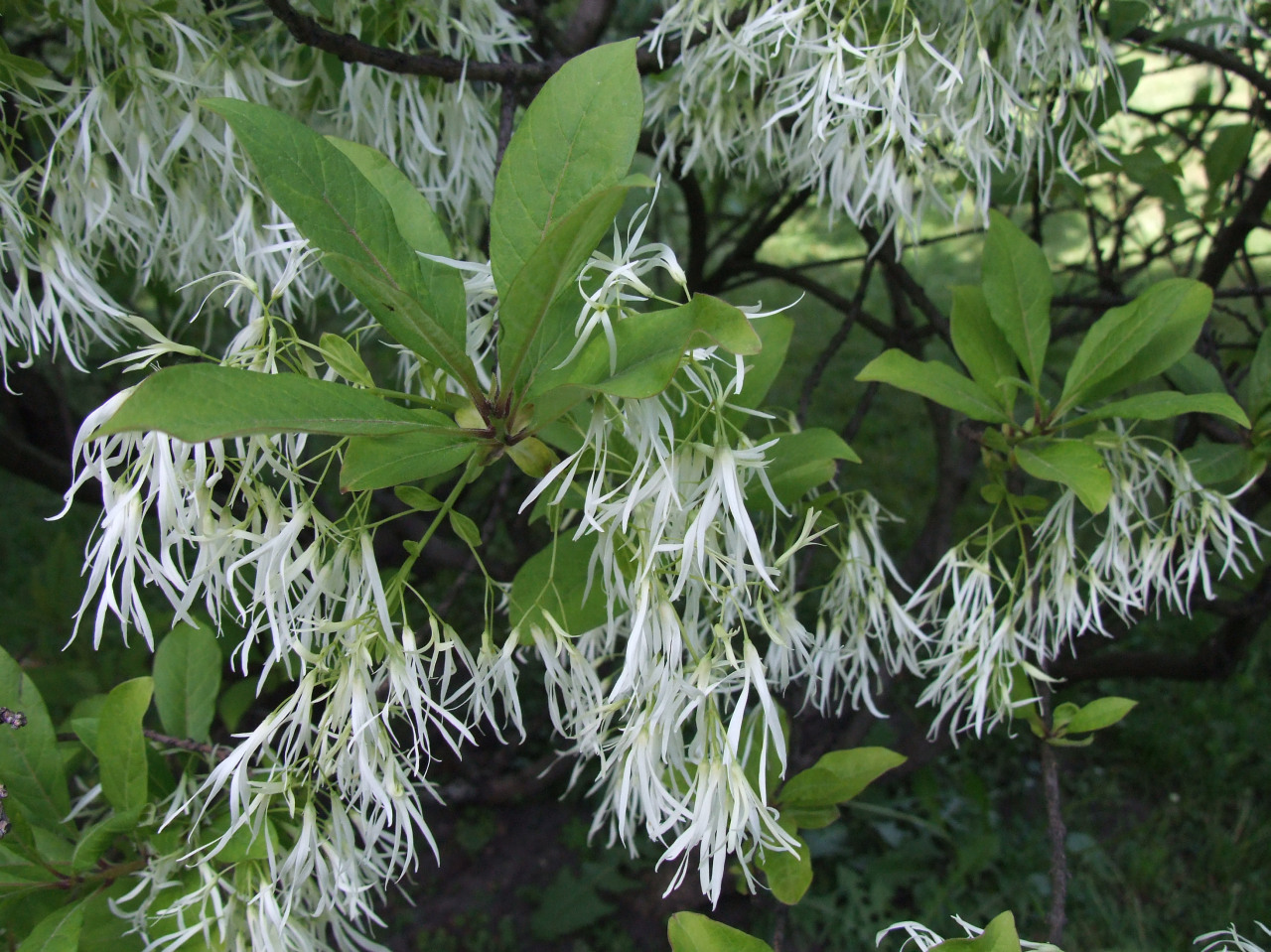
Kvetoucí bělas virginský (Chionanthus virginicus)
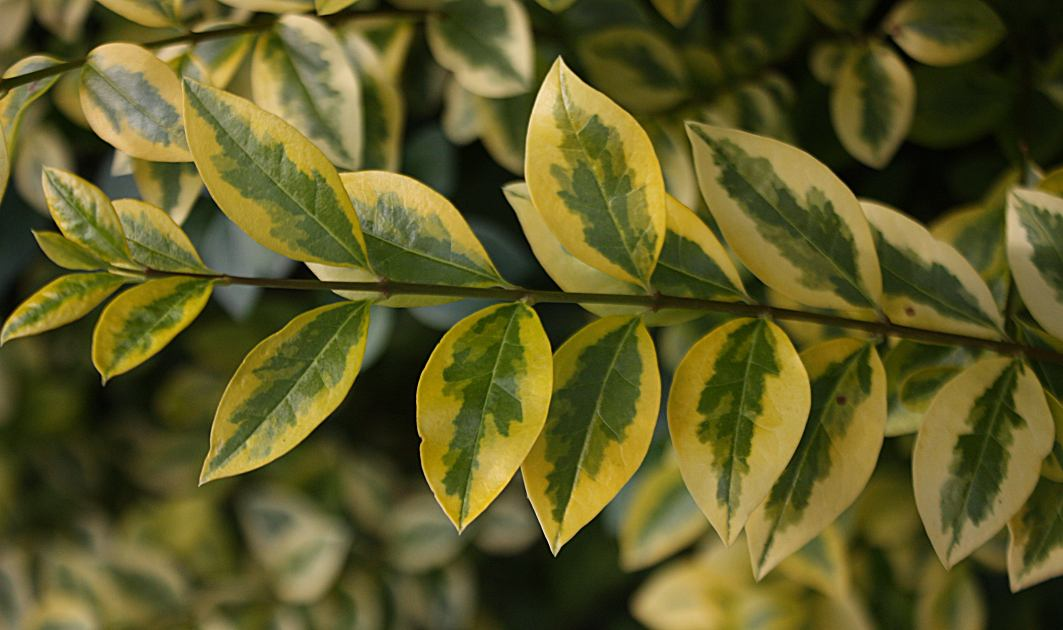
Panašovaný kultivar ptačího zobu vejčitolistého (Ligustrum ovalifolium)
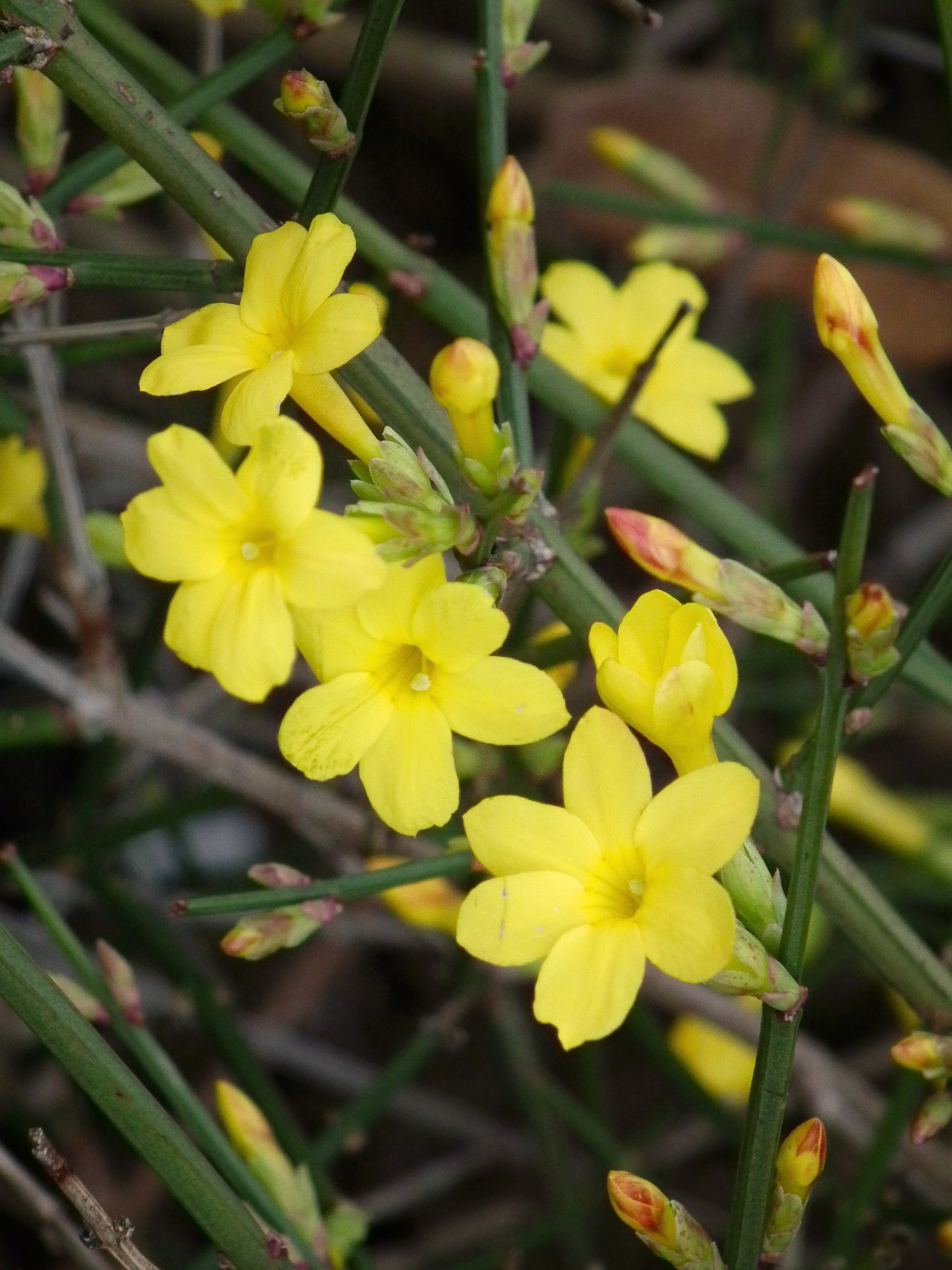
Jasmín nahokvětý (Jasminum nudiflorum)

## Přehled rodů
- Abeliophyllum, Cartrema, Chionanthus (včetně Tessarandra), Chrysojasminum, Comoranthus, Dimetra, Fontanesia, Forestiera, Forsythia, Fraxinus, Haenianthus, Hesperelaea, Jasminum, Ligustrum, Menodora, Myxopyrum, Nestegis, Noronhia, Notelaea, Nyctanthes, Olea (včetně Tetrapilus), Osmanthus, Phillyrea, Picconia, Priogymnanthus, Schrebera, Syringa[9]